# Бруно Кортез
Бруно Кортез Барбоса (11. март 1987) бразилски је фудбалер.

## Каријера
Током каријере играо је за Ботафого, Сао Пауло, Гремио Порто Алегре и многе друге клубове.

## Репрезентација
За репрезентацију Бразила дебитовао је 2011. године.

## Статистика
| Бразил | Бразил | Бразил |
| Год.   | Ута.   | Гол.   |
| ------ | ------ | ------ |
| 2011   | 1      | 0      |
| Укупно | 1      | 0      |